# Fred McDowell

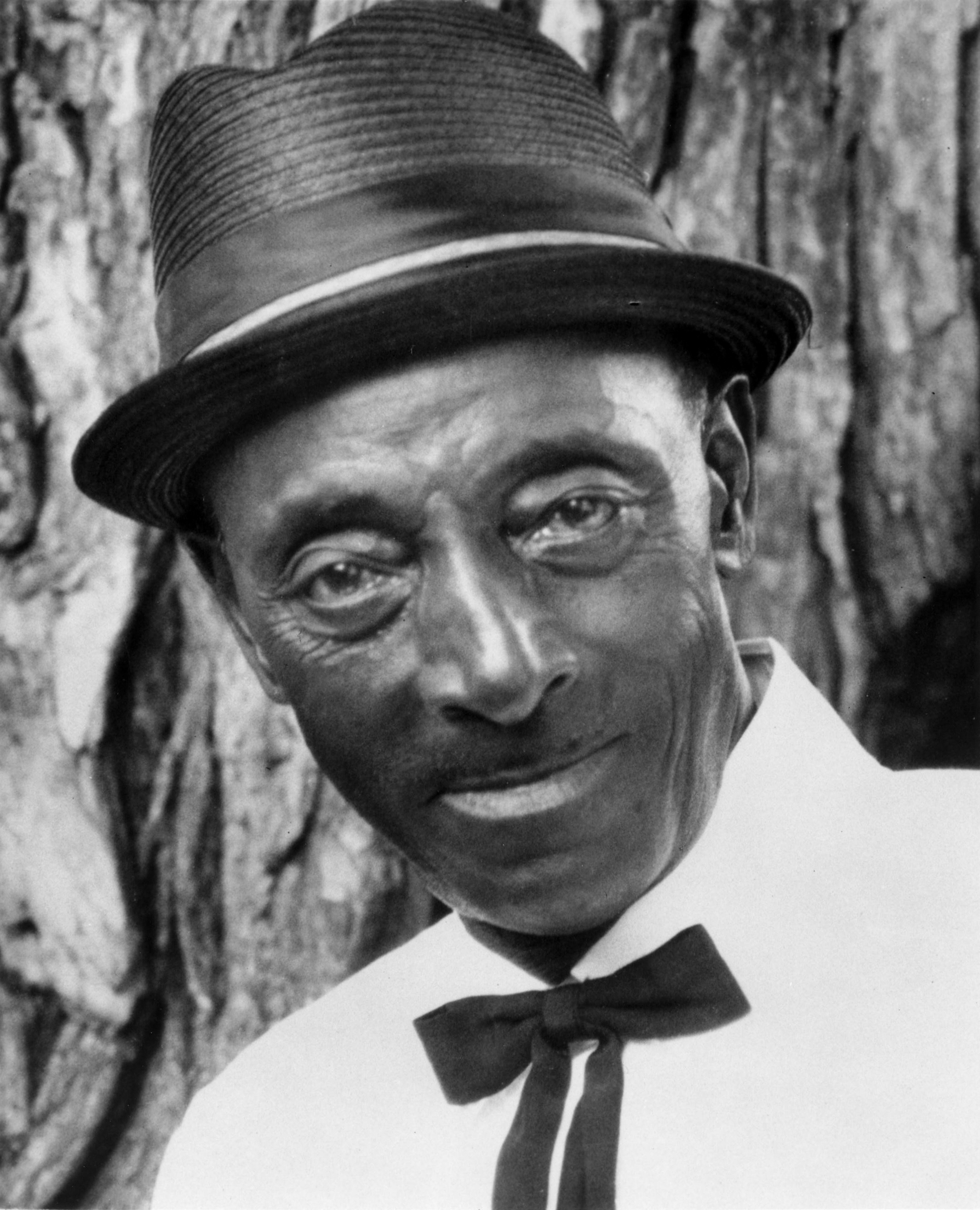
Mississippi Fred McDowell

Fred McDowell (* 12. Januar 1904 in Rossville, Tennessee; † 3. Juli 1972), auch bekannt als Mississippi Fred McDowell, war als Sänger und Gitarrist ein Vertreter des Hill Country Blues, einer regionalen Variante des Country Blues.

## Leben und Werk
Fred McDowell wurde in Rossville, Tennessee, in der Nähe von Memphis geboren. Seine Eltern starben früh in seiner Jugend. McDowell begann im Alter von 14 Jahren Gitarre zu spielen und trat bald auf kleinen Tanzveranstaltungen auf. Er lebte bis zu seinem 21. Lebensjahr in seinem Geburtsort. Nach einem längeren Aufenthalt in Cleveland, Mississippi – während der 1920er Jahre – ließ er sich in Memphis, Tennessee, nieder. Seine erste eigene Gitarre bekam er dort im Jahre 1941 von einem weißen Texaner. Bis zu dieser Zeit war er auf geliehene Instrumente angewiesen. Bald darauf zog McDowell in die Nähe seiner Schwester nach Como, 40 Meilen südlich von Memphis, jedoch im Nachbarstaat Mississippi. Bis zu seiner Entdeckung 1959 verdiente er seinen Lebensunterhalt als Arbeiter, die meiste Zeit in landwirtschaftlichen Betrieben. Ab seiner Teenagerzeit trat er abends und an Wochenenden regelmäßig als Musiker auf. Im Gegensatz zu anderen Bluesmusikern seiner Generation und seines Kalibers hatte er in den 1920er und 1930er Jahren keine Aufnahmen gemacht. 1959 wurde er von Alan Lomax aufgespürt, der auf einem seiner zahlreichen Feldforschungs-Reisen im Norden von Mississippi den Namen Fred McDowell als hörenswerten Geheimtipp erhielt. Lomax traf ihn nach der Feldarbeit zu Hause an und machte an Ort und Stelle ein paar Aufnahmen. Am nächsten Tag verließ er ihn mit dem Versprechen auf eine Karriere im Musikgeschäft.
Mississippi Fred McDowell wurde zum ersten Bluesmusiker aus dem Norden von Mississippi, der die Aufmerksamkeit eines breiteren Publikums erhielt, er beeinflusste maßgeblich die Musik von Junior Kimbrough und R. L. Burnside. In den 1960ern gastierte Fred McDowell auf vielen Festivals, nahm Platten auf und trat in mehreren Dokumentarfilmen auf: u. a. in „Newport Festival, Blues Maker“ (Kurzfilm; University of Mississippi), „Fred McDowell“ (Kurzfilm; Seattle Folklore Society), „Roots of American Music“ (University of Washington School of Music). Zwei 1964 von Chris Strachwitz (Arhoolie Records) aufgenommene Alben verhalfen ihm zu einem hohen Bekanntheitsgrad in der Folk & Blues Szene. McDowell wurde zur Sensation des Newport Folk Blues Festival 1964, in der folgenden Zeit tourte er in Nordamerika und Europa. 1965 und 1969 war er u. a. in England und Deutschland unterwegs.
McDowell verstarb 1972 mit 68 Jahren an Krebs und wurde zwischen Como und Senatobia, in Mississippi beerdigt. 1991 wurde er in die Blues Hall of Fame aufgenommen.
Als Einstieg in McDowells Musik ist seine letzte Aufnahme „Live in New York“(Oblivion Records) – ein Live-Mitschnitt von 1971 aus dem Gaslight Cafe in Greenwich Village, New York – besonders empfehlenswert.

## Instrumente und Spieltechnik
Für das Slide-Spiel verwendete McDowell anfangs ein Taschenmesser, später fertigte er sich ein Bottleneck aus einer Gordon´s-Gin-Flasche an. Zum Bottleneck-Slide-Spiel benutzte er seinen Ringfinger oder den kleinen Finger. Neben der Standardstimmung spielte er in diversen offenen Stimmungen (meistens A oder E). Seine Stimmungen waren jedoch relativ, er stimmte die Gitarre nicht nach einem Klavier oder einer Stimmgabel, sondern passend zu seiner Stimme. Fred McDowell bevorzugte für Aufnahmen und Konzerte gleichermaßen bis 1968 eine National-Resonatorgitarre mit Holzkorpus und eine Höfner (flattop, steelstring). Ab 1968 stieg er auf eine Kopie einer Gibson ES-335 um, fand aber schließlich ein gutes Original (Gibson Trini Lopez Standard), das er bis zu seinem Tod spielte.
Der Einsatz einer elektrischen Gitarre war im ursprünglichen Delta-Blues-Genre bis zu seinem Umstieg auf die Gibson-Kopie unbekannt und wurde ambivalent aufgenommen. McDowell hatte bei seinen Konzertreisen und zu Studioaufnahmen meist keinen Verstärker dabei. Er war auf das Wohlwollen und das vorhandene Equipment der Veranstalter angewiesen; das erklärt die großen Schwankungen der Klangqualität seiner elektrischen Aufnahmen.
McDowell's 1969er Album „I Do Not Play No Rock 'N' Roll“ war seine erste Aufnahme mit elektrischer Gitarre. Es enthält Teile eines Interviews, in dem er u. a. die Ursprünge des Blues erörtert. Dieses Interview wurde 1999 von der Band Dangerman als Sample in ihrem gleichnamigen Song verwendet. In der zweiten Hälfte der 1960er Jahre hatte McDowell bereits Kontakt zu viel jüngeren Rhythm-&-Blues- und Rockmusikern. Er unterrichtete Bonnie Raitt im Slide-Spiel; die Rolling Stones coverten sein Stück „You Gotta Move“ auf ihrem Album Sticky Fingers.

## Diskografie
(eine Auswahl aus den Alben, die unter seinem Namen veröffentlicht wurden)
- 1959: Shake 'Em On Down; KC
- 1962: Mississippi Fred McDowell; Heritage
- 1962: Fred McDowell; Flyright
- 1963: Fred McDowell; Testament
- 1964: Delta Blues; Arhoolie (Vol. 1)
- 1964: Fred McDowell Vol. 2; Arhoolie
- 1964: Keep Your Lamp Trimmed And Burning; Arhoolie
- 1965: Fred McDowell And His Blues Boys; Arhoolie
- 1968: Long Way From Home; O.B.C.
- 1969: I Do Not Play No Rock and Roll; Capitol
- 1969: Standin On The Burying Ground (live in London); Red Lightnin´
- 1971: Mississippi Fred McDowell Live In New York; Oblivion